# Enhydrosoma littorale
Enhydrosoma littorale är en kräftdjursart som beskrevs av J. B. J. Wells 1967. Enhydrosoma littorale ingår i släktet Enhydrosoma och familjen Cletodidae. Inga underarter finns listade i Catalogue of Life.